# (38849) 2000 SS68
2000 SS68 (asteroide 38849) é um asteroide da cintura principal. Possui uma excentricidade de 0.04002130 e uma inclinação de 3.93819º.
Este asteroide foi descoberto no dia 24 de setembro de 2000 por LINEAR em Socorro.